# Château de Portalegre
Le château de Portalegre est un château médiéval situé dans la freguesia de   Sé e São Lourenço (pt), sur le territoire de la municipalité de Portalegre (district de Portalegre, Portugal),.
Il se distingue de la partie ancienne de la ville par sa situation imposante sur une hauteur et par le contraste entre ses murs sombres et les maisons blanchies à la chaux qui l'entourent. Il servait principalement à défendre la zone frontalière face à la Castille.Il est classé Monument national depuis 1922.

## Historique
Les premières références historiques datent du règne de Dom Alphonse III du Portugal, le roi qui concéda la première charte à Portalegre en 1259, qui lui donna le statut de vila (ville) et en fit la capitale d'une nouvelle municipalité autonome.
À partir de 1290, le fils d'Alphonse III , le roi Denis Ier, renforça le château et construisit les remparts de la ville, motivé par le besoin croissant de défendre la frontière et l'importance croissante de la ville. Il dut attaqué les fortifications qu'il avait ordonné de construire en 1299, au cours d'un conflit pour la propriété de Portalegre entre lui et son frère Alphonse de Portugal, seigneur de Portalegre , qui revendiquait également le trône portugais.

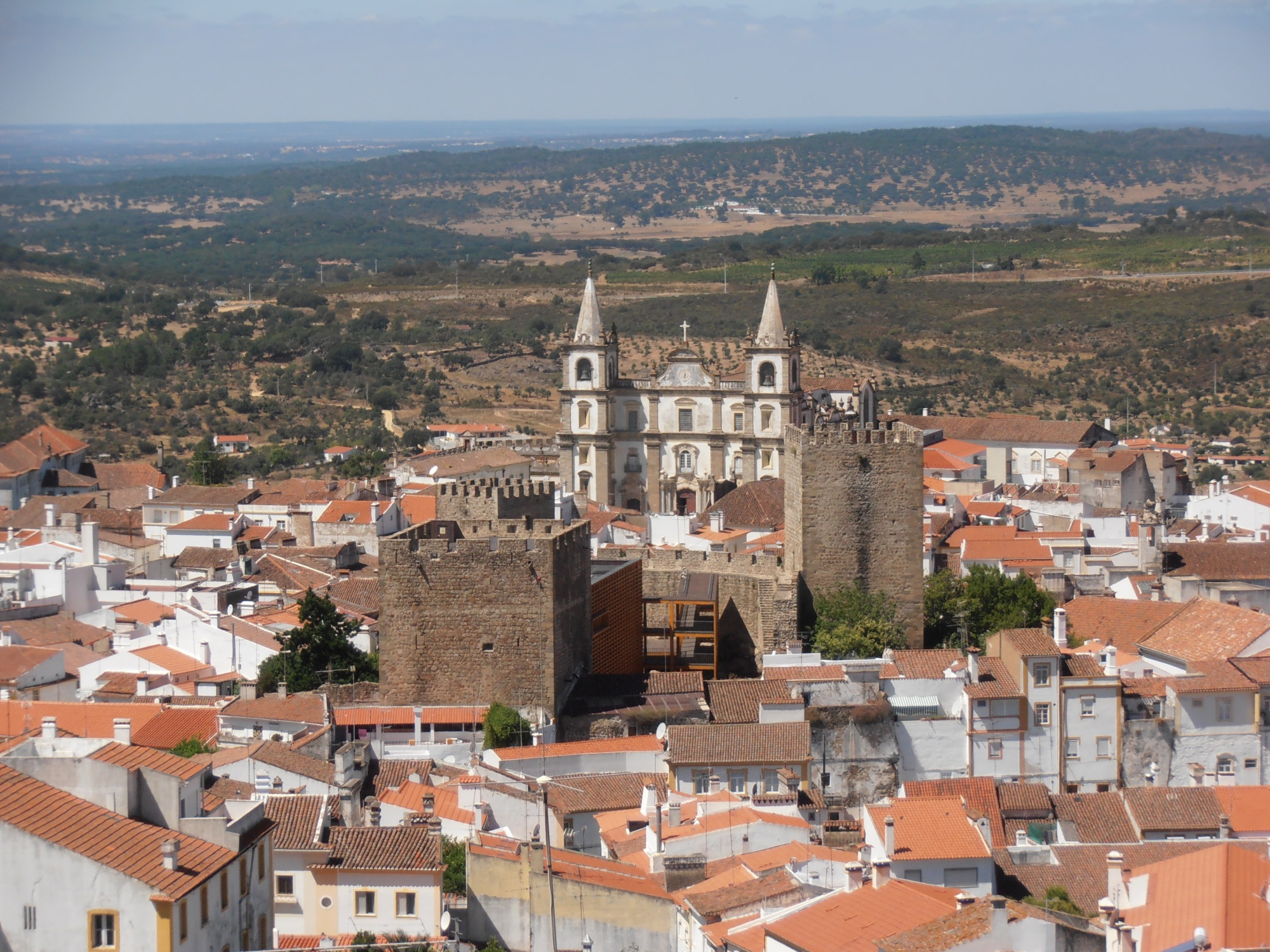
le château de Portalegre devant la cathédrale

Au XVIe siècle, les remparts de la ville et le château, notamment le donjon, furent renforcés.
Au cours de la Guerre de Restauration portugaise, les défenses de la ville furent renouvelées et renforcées à nouveau, entre 1641 et 1646. Elles ne furent pas assez efficaces pour éviter que la ville soit occupée en 1704 par les troupes françaises et espagnoles pendant la Guerre de Succession d'Espagne.
Lors de la guerre d'indépendance espagnole, des combats eurent lieu en 1808 contre les troupes napoléoniennes stationnées à Portalegre, un événement qui a peut-être incité le général français Louis Henri Loison à imposer un lourd tribut à la ville.
Le château fut classé monument national en 1922, mais ce n'est que dans les années 1960 que des travaux de restauration sérieux furent entrepris. À la fin des années 1990, d'autres travaux de restauration furent entrepris. En 1999, le Núcleo Museológico do Castelo, un petit musée, fut fondé. Il expose des armes du XVe siècle à la Première Guerre mondiale.

## Description
Le château, en forme de polygone octogonal irrégulier, se dresse à l'est de la partie la plus ancienne de la ville. Son élément le plus remarquable est le donjon carré, intégré à la muraille et protégeant la porte principale. Aujourd'hui caractérisé par des éléments gothiques, il est divisé intérieurement en deux étages couverts de voûtes, ponctués de portes et de fenêtres. Bordant cette tour se trouve la place d'armes, délimitée par deux tours aux angles des courtines, où l'on peut identifier des vestiges de bâtiments.
La double enceinte de la ville, de forme ovale irrégulière, construite par le rois Denis Ier puis modifiée, était renforcée par douze tours. Sept portes furent percées : celles de Postigo, Alegrete, Elvas, Devesa, Espírito Santo, Obispo et São Francisco. Il n'en reste que trois : Porta de Alegrete, Porta do Crato et Porta da Devesa. Bien que non caractérisé en plusieurs sections, son tracé est encore identifiable par le tracé des rues.